# Aubrometz
Aubrometz ist eine französische Gemeinde mit 142 Einwohnern (Stand: 1. Januar 2022) im Département Pas-de-Calais in der Region Hauts-de-France. Sie gehört zum Kanton Saint-Pol-sur-Ternoise im Arrondissement Arras.

## Lage
Die Gemeinde Aubrometz liegt im Süden des Artois an der Canche, 37 Kilometer südöstlich von Montreuil-sur-Mer. Nachbargemeinden von Aubrometz sind Fillièvres im Südwesten, Westen und Norden, Conchy-sur-Canche im Osten und Südosten sowie Rougefay im Süden (Berührungspunkt). Durch das Gemeindegebiet führt die frühere Route nationale 340.

## Ortsname
Frühere Ortsnamen waren Aubormes (1225), Aubourcmes (1243), Aubromes (1259), Aubroumes (1296) und Aubrumé (15. Jahrhundert).

## Bevölkerungsentwicklung
| Jahr                       | 1962 | 1968 | 1975 | 1982 | 1990 | 1999 | 2006 | 2014 | 2022 |
| -------------------------- | ---- | ---- | ---- | ---- | ---- | ---- | ---- | ---- | ---- |
| Einwohner                  | 136  | 108  | 104  | 99   | 134  | 133  | 150  | 151  | 142  |
| Quellen: Cassini und INSEE |      |      |      |      |      |      |      |      |      |

## Sehenswürdigkeiten

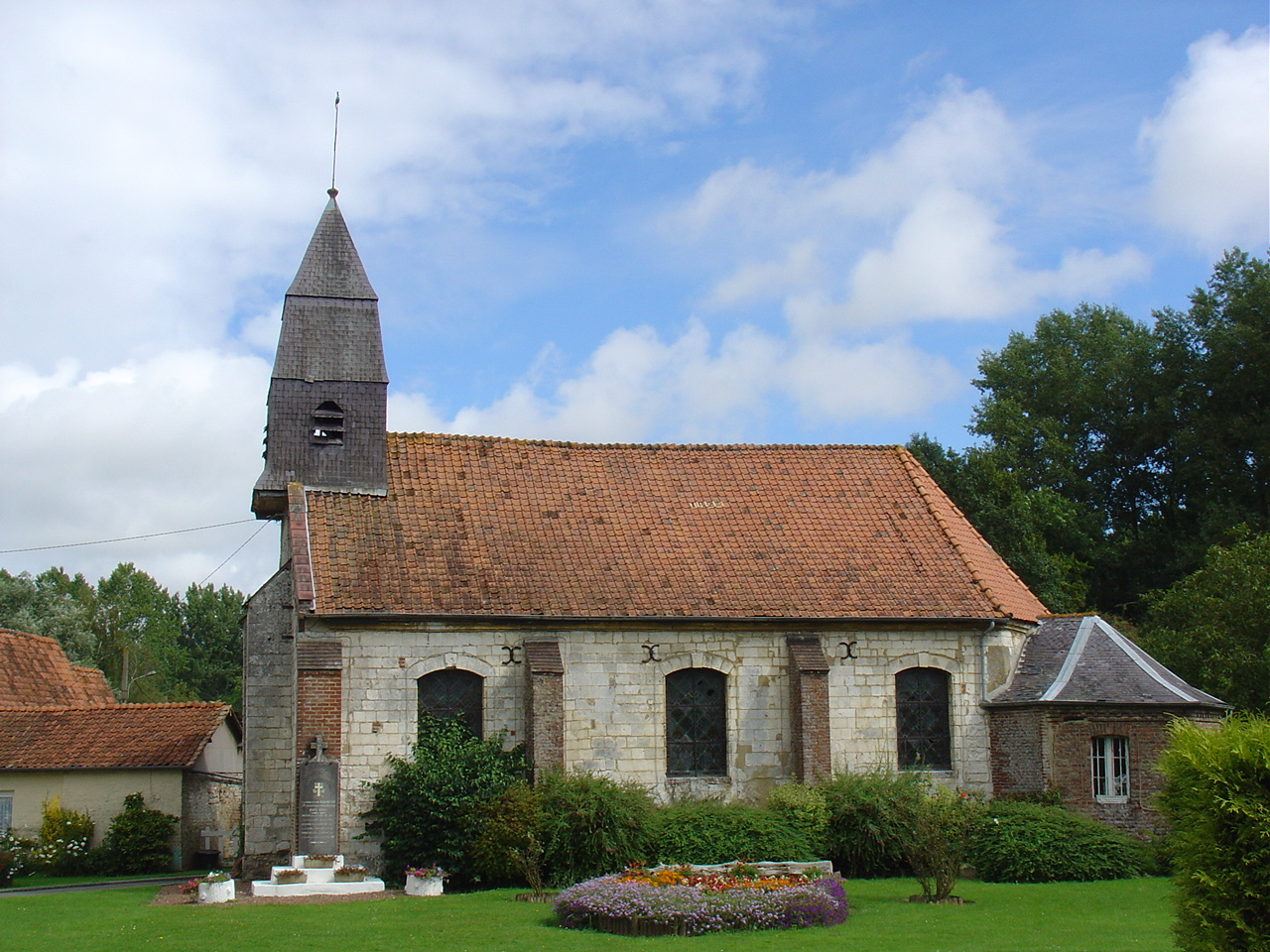
Kirche Saint-Thomas

- Kirche Saint-Thomas